# Frederik Nielsen (Tennisspieler)
Frederik Løchte Nielsen (* 27. August 1983 in Kongens Lyngby) ist ein ehemaliger dänischer Tennisspieler.

## Karriere
Nielsen spielte auf ATP-Ebene sowohl im Einzel als auch im Doppel. Größere Erfolge feierte er auf der Challenger Tour, auf der er 32 Titel sammelte. Diese gewann er ausnahmslos mit meist unterschiedlichen Partnern im Doppel. Seine größten Erfolge im Einzel waren das Erreichen zweier Challenger-Finals (2008 in Dublin sowie 2010 in Loughborough) sowie die erfolgreiche Qualifikation für die Australian Open 2012, wo er in der ersten Runde gegen Kevin Anderson ausschied.
In Wimbledon zog er 2012 mit Jonathan Marray ins Halbfinale der Doppelkonkurrenz ein, wo sie die Titelverteidiger Bob und Mike Bryan in vier Sätzen besiegten. Im Finale konnten sie das Team Robert Lindstedt und Horia Tecău in einem engen Spiel über fünf Sätze schlagen. Somit waren sie die ersten mit einer Wildcard ausgestatteten Spieler, die den Doppelwettbewerb in Wimbledon gewannen. Dieser Erfolg beförderte Nielsen auf Rang 24 der Doppelweltrangliste. Nielsen wurde zudem der erste Däne, der sich für die Doppelkonkurrenz des Saisonfinals qualifizieren konnte, wo er mit Jonathan Marray das Halbfinale erreichte. Gleichzeitig wurde Nielsen somit der erste dänische Grand-Slam-Titelträger der Open Era. Nur sein Großvater Kurt Nielsen hat vor ihm bei den US Open 1957 im Mixed einen Grand Slam gewonnen, war aber in Wimbledon zweimal im Finale der Einzelkonkurrenz gescheitert.
In den beiden nachfolgenden Saisons erreichte Nielsen mit Johan Brunström zwei weitere Finals auf der World Tour und gewann dabei das Turnier in Chennai. Bereits am 1. April 2013 hatte er mit Rang 17 seine höchste Position in der Weltrangliste erreicht. Im September 2014 fiel er aus den Top 100 wieder raus und er spielte fortan zunächst wieder verstärkt auf der Challenger Tour. Ab 2019 war er wieder auf World-Tour-Ebene aktiv und erreichte in dieser Saison zwei Doppelfinals, von denen er das in München an der Seite von Tim Pütz gewann. Am 25. Januar 2022 beendete er im Anschluss an die Australian Open seine Karriere, auch wenn er im September 2022 nochmals beim Davis Cup zum Einsatz kam. Bei der dänischen Davis-Cup-Mannschaft fungierte er zu diesem Zeitpunkt bereits als Kapitän. Als Spieler bestritt er von 2003 bis 2022 insgesamt 47 Begegnungen für die Mannschaft im Davis Cup. Seine Bilanz im Einzel ist mit 37:25 Siegen ebenso positiv wie die im Doppel mit 26:15.
Nielsen ist verheiratet und hat eine Tochter.

## Erfolge
| Legende                                            |
| Grand Slam (1)                                     |
| Tennis Masters Cup / ATP World Tour Finals         |
| ATP Masters Series / ATP World Tour Masters 1000   |
| ATP International Series Gold / ATP World Tour 500 |
| ATP International Series / ATP World Tour 250 (2)  |
| ATP Challenger Tour (32)                           |

| ATP-Titel nach Belag |
| Hartplatz (1)        |
| Sand (1)             |
| Rasen (1)            |

### Doppel

#### Turniersiege

##### ATP World Tour
| Nr. | Datum          | Turnier   | Belag     | Partner         | Finalgegner                    | Ergebnis                  |
| --- | -------------- | --------- | --------- | --------------- | ------------------------------ | ------------------------- |
| 1.  | 7. Juli 2012   | Wimbledon | Rasen     | Jonathan Marray | Robert Lindstedt Horia Tecău   | 4:6, 6:4, 7:65, 6:75, 6:3 |
| 2.  | 5. Januar 2014 | Chennai   | Hartplatz | Johan Brunström | Marin Draganja Mate Pavić      | 6:2, 4:6, [10:7]          |
| 3.  | 5. Mai 2019    | München   | Sand      | Tim Pütz        | Marcelo Demoliner Divij Sharan | 6:4, 6:2                  |

##### ATP Challenger Tour
| Nr. | Datum             | Turnier          | Belag         | Partner              | Finalgegner                           | Ergebnis           |
| --- | ----------------- | ---------------- | ------------- | -------------------- | ------------------------------------- | ------------------ |
| 1.  | 30. Oktober 2006  | Rimouski         | Hartplatz (i) | Kristian Pless       | Jasper Smit Martijn van Haasteren     | 6:2, 6:4           |
| 2.  | 20. November 2006 | Shrewsbury (1)   | Hartplatz (i) | Philipp Marx         | Lars Burgsmüller Mischa Zverev        | 6:4, 6:4           |
| 3.  | 15. Oktober 2007  | Kolding          | Hartplatz (i) | Rasmus Nørby         | Philipp Petzschner Alexander Peya     | 4:6, 6:3, [10:8]   |
| 4.  | 22. Oktober 2007  | Barnstaple       | Hartplatz (i) | Aisam-ul-Haq Qureshi | Jasper Smit Martijn van Haasteren     | 6:2, 6:74, [10:2]  |
| 5.  | 19. November 2007 | Shrewsbury (2)   | Hartplatz (i) | Rasmus Nørby         | Edward Allinson Ian Flanagan          | 6:3, 6:2           |
| 6.  | 22. März 2008     | Sarajevo         | Hartplatz (i) | Johan Brunström      | Alexander Peya Lovro Zovko            | 6:4, 7:64          |
| 7.  | 29. November 2008 | Toyota           | Teppich (i)   | Aisam-ul-Haq Qureshi | Chen Ti Grzegorz Panfil               | 7:5, 6:3           |
| 8.  | 25. Mai 2009      | Carson           | Hartplatz     | Harsh Mankad         | Carsten Ball Travis Rettenmaier       | 6:4, 6:4           |
| 9.  | 20. Juli 2009     | Recanati (1)     | Hartplatz     | Joseph Sirianni      | Adriano Biasella Andrei Golubew       | 6:4, 3:6, [10:6]   |
| 10. | 9. November 2009  | Jersey           | Teppich (i)   | Joseph Sirianni      | Henri Kontinen Jarkko Nieminen        | 7:5, 3:6, [10:2]   |
| 11. | 26. Juli 2010     | Granby           | Hartplatz     | Joseph Sirianni      | Sanchai Ratiwatana Sonchat Ratiwatana | 4:6, 6:4, [10:6]   |
| 12. | 8. November 2010  | Loughborough (1) | Teppich (i)   | Henri Kontinen       | Jordan Kerr Ken Skupski               | 6:2, 6:4           |
| 13. | 3. Januar 2011    | Nouméa           | Hartplatz     | Dominik Meffert      | Flavio Cipolla Simone Vagnozzi        | 7:64, 5:7, [10:5]  |
| 14. | 7. Februar 2011   | Bergamo          | Hartplatz (i) | Ken Skupski          | Michail Jelgin Alexander Kudrjawzew   | kampflos           |
| 15. | 9. April 2011     | Monza            | Sand          | Johan Brunström      | Jamie Delgado Jonathan Marray         | 5:7, 6:2, [10:7]   |
| 16. | 25. Juli 2011     | Recanati (2)     | Hartplatz     | Ken Skupski          | Federico Gaio Purav Raja              | 6:4, 7:5           |
| 17. | 1. August 2011    | Segovia          | Hartplatz     | Johan Brunström      | Nicolas Mahut Lovro Zovko             | 6:2, 3:6, [10:6]   |
| 18. | 23. Januar 2012   | Heilbronn        | Hartplatz (i) | Johan Brunström      | Treat Conrad Huey Dominic Inglot      | 6:3, 3:6, [10:6]   |
| 19. | 1. November 2014  | Charlottesville  | Hartplatz (i) | Treat Huey           | Lewis Burton Marcus Willis            | 3:6, 6:3, [10:2]   |
| 20. | 23. August 2015   | Vancouver        | Hartplatz     | Treat Huey           | Yuki Bhambri Michael Venus            | 7:64, 6:73, [10:5] |
| 21. | 4. Oktober 2015   | Tiburon          | Hartplatz     | Johan Brunström      | Carsten Ball Matt Reid                | 7:62, 6:1          |
| 22. | 18. Oktober 2015  | Fairfield        | Hartplatz     | Johan Brunström      | Carsten Ball Dustin Brown             | 6:3, 5:7, [10:5]   |
| 23. | 15. November 2015 | Knoxville (1)    | Hartplatz (i) | Johan Brunström      | Sekou Bangoura Matt Seeberger         | 6:1, 6:2           |
| 24. | 24. Januar 2016   | Manila           | Hartplatz     | Johan Brunström      | Francis Alcantara Christopher Rungkat | 6:2, 6:2           |
| 25. | 1. April 2017     | Saint-Brieuc     | Hartplatz     | Andre Begemann       | David O’Hare Joe Salisbury            | 6:3, 6:4           |
| 26. | 17. März 2018     | Drummondville    | Hartplatz (i) | Joris De Loore       | Luis David Martínez Filip Peliwo      | 6:4, 6:3           |
| 27. | 6. Mai 2018       | Seoul            | Hartplatz     | Toshihide Matsui     | Chen Ti Yi Chu-huan                   | 6:4, 7:63          |
| 28. | 27. Mai 2018      | Loughborough (2) | Hartplatz (i) | Joe Salisbury        | Luke Bambridge Jonny O’Mara           | 3:6, 6:3, [10:4]   |
| 29. | 16. Juni 2018     | Nottingham       | Rasen         | Joe Salisbury        | Austin Krajicek Jeevan Nedunchezhiyan | 7:65, 6:1          |
| 30. | 10. November 2018 | Knoxville (2)    | Hartplatz (i) | Toshihide Matsui     | Hunter Reese Tennys Sandgren          | 7:66, 7:5          |
| 31. | 9. November 2019  | Bratislava       | Hartplatz (i) | Tim Pütz             | Roman Jebavý Igor Zelenay             | 4:6, 7:64, [11:9]  |
| 32. | 17. November 2019 | Helsinki         | Hartplatz (i) | Tim Pütz             | Tomislav Draganja Pawel Kotow         | 7:62, 6:0          |

#### Finalteilnahmen
| Nr. | Datum              | Turnier    | Belag         | Partner          | Finalgegner                          | Ergebnis   |
| --- | ------------------ | ---------- | ------------- | ---------------- | ------------------------------------ | ---------- |
| 1.  | 23. September 2012 | Metz       | Hartplatz (i) | Johan Brunström  | Nicolas Mahut Édouard Roger-Vasselin | 6:73, 4:6  |
| 2.  | 12. Januar 2013    | Auckland   | Hartplatz     | Johan Brunström  | Colin Fleming Bruno Soares           | 6:71, 6:72 |
| 3.  | 14. April 2019     | Marrakesch | Sand          | Matwé Middelkoop | Jürgen Melzer Franko Škugor          | 4:6, 6:76  |